# Distretto di Nahri Saraj
Il distretto di Nahri Saraj è un distretto dell'Afghanistan, appartenente alla provincia di Helmand.